# بيير بوني
بيير بوني (بالفرنسية: Pierre Bonny) هو عسكري وضابط شرطة فرنسي، ولد في 25 يناير 1895 في بوردو في فرنسا، وتوفي في 27 ديسمبر 1944 في Fort de Montrouge ‏ في فرنسا بسبب إعدام رميا بالرصاص.